# سهره‌های گلی
سهره‌های گُلی (نام علمی: Carpodacus) نام یک سرده از زیرخانواده سهره‌های دانه‌خوار است.